# هری کیستی
هری کیستی (اوکراینی: Григорій Трохимович Китастий؛ ۱۷ ژانویهٔ ۱۹۰۷ – ۶ آوریل ۱۹۸۴) رهبر (موسیقی)، و آهنگساز اهل اتحاد جماهیر شوروی سوسیالیستی بود.